# Ламмерс (тауншип, Миннесота)
Ламмерс (англ. Lammers) — тауншип в округе Белтрами, Миннесота, США. На 2000 год его население составило 492 человека.

## География
По данным Бюро переписи населения США площадь тауншипа составляет 90,8 км², из которых 90,1 км² занимает суша, а 0,7 км² — вода (0,77 %).

## Демография
По данным переписи населения 2000 года здесь находились 492 человека, 179 домохозяйств и 131 семья. Плотность населения —  5,5 чел./км². На территории тауншипа расположено 190 построек со средней плотностью 2,1 построек на один квадратный километр. Расовый состав населения: 94,72 % белых, 2,44 % коренных американцев, 0,20 % азиатов, 0,20 % c Тихоокеанских островов и 2,44 % приходится на две или более других рас. Испанцы или латиноамериканцы любой расы составляли 1,83 % от популяции тауншипа.
Из 179 домохозяйств в 41,3 % воспитывались дети до 18 лет, в 58,7 % проживали супружеские пары, в 10,6 % проживали незамужние женщины и в 26,3 % домохозяйств проживали несемейные люди. 21,2 % домохозяйств состояли из одного человека, при том 8,9 % из — одиноких пожилых людей старше 65 лет. Средний размер домохозяйства — 2,75, а семьи — 3,24 человека.
31,5 % населения — младше 18 лет, 7,9 % — в возрасте от 18 до 24 лет, 27,6 % — от 25 до 44, 22,2 % — от 45 до 64, и 10,8 % — старше 65 лет. Средний возраст — 36 лет. На каждые 100 женщин приходилось 100,8 мужчин. На каждые 100 женщин старше 18 приходилось 98,2 мужчин.
Средний доход мужчин —  30 250  долларов, в то время как у женщин — 21 250. Доход на душу населения составил 16 894 доллара. За чертой бедности находились 9,4 % семей и 12,1 % всего населения тауншипа, из которых 16,2 % младше 18 и 13,5 % старше 65 лет.